# Parlamentsvalget i Portugal 1865
Parlamentsvalget i Portugal 1865 blev afholdt den 28. juli 1865.

## Parties
- Históricos
- Regeneradores

## Resultater
| Parti                                | Stemmer | % | Mandater |
| ------------------------------------ | ------- | - | -------- |
| comissão eleitoral progressista      |         |   |          |
| anti-comissão eleitoral progressista |         |   | 47       |
| Total                                |         |   | 177      |
| Note: Tabellen er ufuldstændig.      |         |   |          |
| Kilde:                               |         |   |          |